# Hebanthe occidentalis
Hebanthe occidentalis là loài thực vật có hoa thuộc họ Dền. Loài này được (R.E. Fr.) Borsch & Pedersen mô tả khoa học đầu tiên năm 1997.